# یاماکراو (کنتاکی)
یاماکراو (به انگلیسی: Yamacraw) یک منطقهٔ مسکونی در ایالات متحده آمریکا است که در شهرستان مک‌کرری، کنتاکی واقع شده‌است. یاماکراو ۳۰۲٫۹۷ متر بالاتر از سطح دریا واقع شده‌است.